# Circleville (Kansas)
Pour les articles homonymes, voir Circleville.
Circleville est une municipalité américaine située dans le comté de Jackson au Kansas.
Lors du recensement de 2010, sa population est de 170 habitants. La municipalité s'étend alors sur une superficie de 0,26 mille carré (0,67 km2).
La localité est fondée en 1863 par des colons probablement originaires de Circleville dans l'Ohio,. Selon une légende locale, son nom fait référence à ses fondateurs qui tournèrent en rond dans la prairie avant de choisir où s'installer.